# Gallensäurebinder
Als Gallensäurebinder werden im allgemeinen medizinischen Sprachgebrauch Arzneistoffe bezeichnet, die entweder bei einer Hypercholesterinämie als Cholesterinsenker oder einer chronischen Diarrhöe eingesetzt werden.

## Wirkweise
Gallensäurebinder werden nicht vom Körper aufgenommen, verbleiben also ausschließlich im Darm und führen zu einer Ausscheidung von Gallensäuren mit dem Stuhl. Gallensäure- und Cholesterinstoffwechsel stehen in einem engen Zusammenhang. Werden dem Körper Gallensäuren entzogen, müssen sie in der Leber neu aus Cholesterin hergestellt werden, das dem Blut entzogen wird. Die Folge: Der Cholesterinspiegel sinkt.

## Medikamentöser Einsatz von Gallensäurebindern

### Hypercholesterinämie
Als Ergänzung oder Alternative zu Statinen, die die Biosynthese von Cholesterin in der Leber hemmen, können Gallensäurebinder zur Cholesterinsenkung eingesetzt werden. Colestyramin konnte sich in der Praxis nicht durchsetzen, weil die hohe tägliche Pulvereinnahme (durchschnittlich 8 bis 16 g), ihr künstlicher Geschmack und die hervorgerufenen Magen- und Darmnebenwirkungen die Dauerbehandlung unerträglich machten. Rund 30 bis 50 % der Patienten klagten nach der Einnahme über Blähungen, Spannungs- und Völlegefühl, Übelkeit und vor allem Verstopfung.
Der Gallensäuren bindende Wirkstoff Colesevelam bringt in wesentlich geringeren Pulvermengen das Cholesterin über den Stuhl zur Ausscheidung. Colesevelam kommt in Kombination mit anderen Lipidsenkern oder als Monotherapie bei primärer Hypercholesterinämie zum Einsatz. Der Wirkstoff soll eine bessere gastrointestinale Verträglichkeit als Colestyramin aufweisen; nur Verstopfung und Dyspepsie sind unter Colesevelam-Behandlung häufiger als bei Einnahme eines Scheinmedikaments (Placebo).

### Chronische Diarrhöe
Bei der chronischen Diarrhö wird am häufigsten Loperamid eingesetzt. Durchfälle, die durch nicht resorbierte Gallensäuren hervorgerufen oder verstärkt werden, können auf eine Behandlung mit Gallensäurebindern ansprechen.